# Agriculture, Ecosystems & Environment
Agriculture, Ecosystems & Environment is een internationaal, aan collegiale toetsing onderworpen wetenschappelijk tijdschrift op het gebied van de landbouwkunde, ecologie en milieuwetenschappen. De naam wordt in literatuurverwijzingen meestal afgekort tot Agr. Ecosyst. Environ. Het wordt uitgegeven door Elsevier en verschijnt 8 keer per jaar.